# Un mostro in cattedra
Un mostro in cattedra (Creature Teacher) è il sessantacinquesimo libro della serie horror per ragazzi Piccoli brividi, scritta da R. L. Stine.

## Trama
Paul Perez è un maldestro ragazzino di prima media che tende sempre a scherzare su tutto, anche in momenti sconvenienti come le interrogazioni della sua insegnante (che peraltro ha accidentalmente fatto inciampare) la quale finisce per metterlo nei guai con i suoi genitori, che al contrario sono persone estremamente serie e rispettabili. I genitori allora, decidono allora di fargli cambiare scuola e lo iscrivono ad un prestigioso collegio lontano da casa dove ai ragazzi viene insegnato a crescere correttamente e tutti gli alunni si distinguono per essere particolarmente svegli e studiosi. Il collegio, chiamato "Collegio Ricovero", si rivela essere un imponente edificio isolato su una collina dove Paul viene accolto amichevolmente dal suo nuovo compagno di stanza Brad Caperton e dalle loro compagne di corso Celeste Majors e Molly Bagby, ciascuno dei quali possiede un talento in cui eccelle. Paul non può fare a meno di sentirsi a disagio in quanto è l'unico alunno della sua classe a non spiccare in alcuna disciplina e, inoltre, i suoi nuovi amici lo avvertono insistentemente che questo potrebbe comportare un grave pericolo per lui. La sua nuova insegnante, infatti, è la professoressa Margh, una donna estremamente grassa e ripugnante che tutti temono e che accoglie Paul mettendo in chiaro una regola precisa: chiunque non si impegni nello studio o si comporti male è destinato a scendere di livello nella sua catena alimentare (ovvero una classifica dei risultati appesa nell'aula) fino a toccare il fondo. La donna gli comunica anche che fra tre settimane è in programma uno spettacolo teatrale in cui i suoi alunni si esibiranno a turno nelle loro rispettive specialità e quel giorno colui che si sarà classificato al livello più basso della catena alimentare sarà divorato da lei stessa, che sostiene di essere un mostro. Paul pensa dapprima che si tratti del classico scherzo collettivo per l'ultimo arrivato e anche qui non manca di farsi notare con le sue battute spiritose che però non suscitano le risate né dei suoi compagni né tantomeno della strana insegnante. Quando però gli capita di sorprendere la professoressa Margh (che scopre essere anche la direttrice) divorare animali vivi con le sue fauci terrificanti si rende conto che non si tratta affatto di uno scherzo e comincia a spaventarsi del fatto che ella potrebbe avere in mente di mangiare proprio lui dato che si è già messo in cattiva luce. Brad. Molly e Celeste confidano a Paul di aver provato più volte a scappare dal collegio o comunicare con l'esterno ma hanno sempre fallito: qualche tempo prima Molly era quasi riuscita a fuggire ma la professoressa Margh l'aveva raggiunta, trascinata indietro e spostata verso il fondo della catena alimentare. Di conseguenza l'unico modo per Paul di sperare di sopravvivere è impegnarsi il più possibile per "rimanere a galla" con ricerche e relazioni scientifiche che possano colpire positivamente la mostruosa insegnante e trovare un talento con cui esibirsi nel giorno dello spettacolo. In mensa Paul prende posto accanto ad un ragazzino isolato e taciturno di nome Marv, al quale confida il suo disgusto verso la professoressa Margh salvo poi scoprire che egli è il figlio di quest'ultima, cosa che gli fa temere di essersi reso ancora più antipatico al mostro. Alla fine decide di imparare a sagomare dei palloncini a forma di animali facendo anche affidamento al suo senso dell'umorismo. Durante i provini però accade qualcosa di terribile e inaspettato sia a Brad che a Paul; il primo, che avrebbe dovuto suonare il violino, trova il proprio strumento rovinato dalla secrezione di puzzola e il secondo si accorge che qualcuno ha bucato tutti i suoi palloncini, compromettendo le loro esibizioni e spingendo la professoressa Margh a spostarli agli ultimi due posti nella catena alimentare. Di conseguenza Paul si ritrova sul fondo. Disperato, Paul ricorre alla ricerca scientifica nella speranza di "riemergere" cimentandosi pazientemente nella costruzione del modellino di una complicatissima molecola ma il giorno in cui decide di presentare il suo lavoro alla professoressa scopre che qualcuno ha trasformato il modellino in un insulto rivolto a lei. Il mostro, inferocito, reagisce estromettendo Paul dalla catena alimentare, facendogli chiaramente intendere che il suo pasto sarà lui. Terrorizzato, Paul medita allora di scappare e sembra effettivamente fortunato nel trovare una porta incustodita. Tuttavia mentre sta attuando il suo piano di fuga viene fermato da Molly, la quale sostiene che c'è una barriera elettrica invisibile intorno all'edificio e lo informa che sono appena arrivati i suoi genitori,convocati dalla professoressa Margh. Durante il colloquio sulla sua condotta discutibile, Paul si rende conto che in realtà ella sta pianificando la sua scomparsa ma ovviamente i genitori preferiscono credere a lei (che si finge gentile e comprensiva) piuttosto che alle "sciocchezze" del figlio e si rifiutano di riportarlo a casa. La mattina del giorno dello spettacolo Paul riceve un messaggio da parte della professoressa Margh che con una scusa lo invita a raggiungerla sul palcoscenico. Paul si illude di avere un'altra possibilità di salvezza ma appena arrivato scopre che il messaggio è in realtà una trappola del mostro, deciso a mangiarselo. Prima però lo trascina su un ascensore segreto che conduce nei sotterranei dell'edificio per cuocerlo vivo in una caldaia. All'ultimo momento Paul riesce ad evitare le fiamme e a fuggire disperatamente in un oscuro labirinto di corridoi dove incontra Molly. La ragazza gli chiede perdono rivelandogli di essere stata lei l'artefice dei sabotaggi al violino di Brad, ai suoi palloncini e al modellino della molecola, e non Marv (come Paul aveva sempre pensato), tutto per paura di essere mangiata. Al momento di riprendere l'ascensore però Paul non riesce a salirvi poiché viene nuovamente raggiunto e trattenuto nel sotterraneo dal mostro, dalla cui stretta riesce faticosamente a divincolarsi. Successivamente si imbatte anche in Marv, il quale gli spiega che lui non gli è mai stato nemico, anzi lo considera il suo migliore amico, poiché Paul è stato l'unico in tutto il collegio ad averlo trattato con gentilezza. Marv gli rivela che il solo modo per fermare sua madre è farla ridere di gusto poiché in quel caso si addormenterà subito e resterà in letargo anche per diversi mesi. Paul allora si getta ai piedi del mostro e si mette a solleticarli per farle fare una lunga e sonora risata che effettivamente si conclude con il suo addormentamento. Paul ringrazia accoratamente il suo nuovo migliore amico per il suo aiuto ma mentre i due stanno per tornare insieme in superficie Marv, che è pur sempre un mostro, gli confessa di avere un certo appetito...

## Personaggi
- Paul Perez: il protagonista della storia. A causa del suo comportamento non proprio eccezionale viene trasferito nel "Collegio Ricovero", dove deve affrontare una pericolosa creatura.
- Prof. Margh: la mostruosa professoressa del "Collegio Ricovero", nonché preside della struttura. Molto famelica, il suo unico intento è quello di divorare gli studenti più deboli.
- Marv: il figlio della professoressa Margh, descritto come somigliante ad una talpa.
- Brad Caperton: uno degli amici di Paul nel Collegio.
- Molly Bagby: una delle amiche di Paul nel Collegio.
- Celeste Majors: una delle amiche di Paul nel Collegio.

## Edizioni
- R. L. Stine, Un mostro in cattedra, traduzione di Cristina Scalabrini, collana Piccoli brividi, Arnoldo Mondadori Editore, 2000,  p. 159, ISBN 88-04-47503-X.